# Wudaokou
Wudaokou (五道口S, WǔdàokǒuP) è il quartiere universitario di Pechino, localizzato nel distretto di Haidian nella parte nord-occidentale della città. 
Qui si trovano le più importanti università del paese, tra cui la Beijing Language and Culture University, molto conosciuta tra gli studenti di cinese, e l'Università Tsinghua. Nel quartiere abita la maggior parte degli studenti stranieri residenti a Pechino e perciò si respira un clima internazionale. Molti di questi provengono da Corea (a Wudaokou esiste la più grande comunità coreana della Cina, che comprende più di 10.000 persone), U.S.A., Giappone, Germania, Regno Unito ed Australia. Ancora limitata resta invece la presenza italiana nel quartiere.
La nuova stazione della metro Wudaokou (sopraelevata linea 13) rappresenta il "centro" del quartiere e da lì si raggiunge Xizhimen (linea 2) e quindi il centro di Pechino in meno di venti minuti di viaggio.
Malgrado i migliori ristoranti si trovino lontano da Wudaokou, il quartiere offre uno straordinario assortimento di ristoranti dai prezzi più che abbordabili (da 0,5 a 8 euro a pasto) tra cui ristoranti coreani, italiani, giapponesi, mongoli e cinesi. Vi è inoltre una discreta presenza di catene di fast food famose in tutto il mondo, come McDonald's, KFC, Pizza Hut oltre a catene di fast food locali.
Esistono inoltre caffetterie e bar "all'occidentale" che vendono panini, croissant, caffè e cappuccino.